# Gà thả vườn

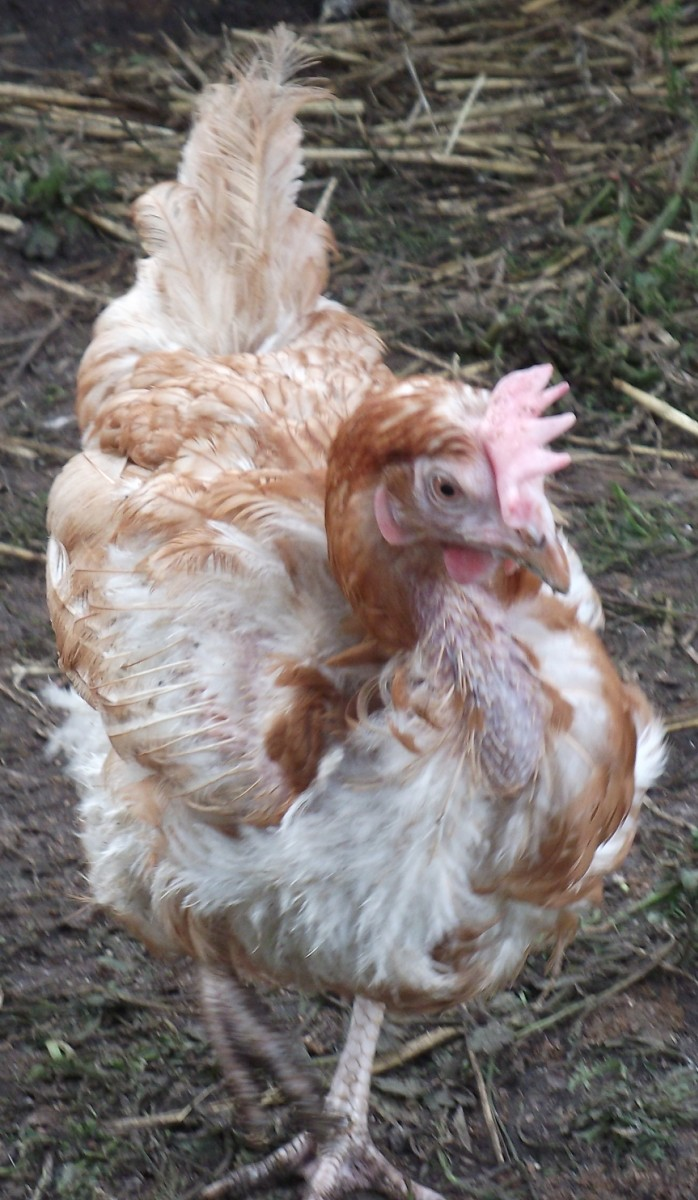
Một con gà thả vườn

Gà thả vườn (Yarding) hay gà thả rông (Free Ranger) là những con gà được nuôi theo phương pháp chăn nuôi thả vườn, ngày nay, đây là phương pháp nuôi gà công nghiệp, lần đầu tiên được đề ra ở Pháp vào năm 1960. Những con gà đã được phát triển để đáp ứng các tiêu chuẩn của chương trình Pháp của dòng Label Rouge. Nhiều nhà hàng ở Pháp sử dụng chúng. Phương pháp này hiện nay đã được phổ biến.
Tại Việt Nam, tính đến năm 2014, quốc gia này có gần 328 triệu con gà, nhưng gà lông trắng (gà công nghiệp) chỉ chiếm khoảng 52 triệu con, còn lại là gà lông màu thả vườn và gà lông màu nuôi tập trung, hiện nay gà thả vườn vẫn chiếm phần lớn trong tiêu dùng ở Việt Nam. Đây chính là ưu thế cạnh tranh quan trọng trong sản phẩm thịt gia cầm hiện nay, đồng thời loại gà này không phải là mặt hàng cạnh tranh trực tiếp với gà Mỹ nhập khẩu.

## Các dòng
Những con gà thả vườn nhìn chung bề ngoài có màu nâu đậm, đồng và xám là những màu sắc của lông những con gà này. Mặc dù ít lợi nhuận, gà thả vườn được cho là có một hương vị tốt hơn so với các giống lai và gà công nghiệp, vì các phương pháp truyền thống được sử dụng để nâng cao chúng. Có dòng tạo ra loại siêu thịt lông trắng, và tạo gà trang trại, thả vườn "Label Rouge". Gà Kabir "Label Rouge" rất thích hợp với điều kiện khí hậu và điều kiện nuôi dưỡng, chăm sóc ở Việt Nam, chúng được chăn nuôi cả các vùng đồng bằng, trung du miền núi, được ưa chuộng do phù hợp điều kiện nuôi nhốt và chăn thả, rất giống gà ta và có hiệu quả kinh tế cao.
Gà thương phẩm Kabir "Label Rougel" thích hợp với các phương thứ cnuôi công nghiệp, nuôi trang trại bán chăn thả và nuôi chăn thả ở vườn, ở đồng, trên đồi. Nuôi chăn thả khối lượng cơ thể thấp hơn khoảng 15% so với nuôi nhốt song thịt chắc và thơm ngon hơn, giá thành thấp hơn do giảm chi phí thức ăn công nghiệp. Thịt gà Kabir hấp dẫn do da vàng, mịn, thịt chắc, thơm ngon, có hương vị gần như gà Ri.

## Phương thức
So với gà công nghiệp, gà thả vườn dễ nuôi, có sức chống chịu bệnh cao, có khả năng tận dụng thức ăn tốt, đặc biệt có thịt thơm, đầu tư chuồng trại thấp, phù hợp với quy mô nuôi tại các nông hộ, kể cả các vùng sâu, vùng xa, người chăn nuôi Việt Nam có xu hướng nuôi các loại gà có chất lượng thịt cao, nhưng trọng lượng thấp như gà ri, gà Tàu vàng Có thể nuôi gà thả vườn theo hai phương thức nuôi nhốt và nuôi thả, tùy điều kiện của người nuôi. Nếu nuôi thả có thể kết hợp với mô hình V A.C: dưới ao thả tôm, cua, cá, trên ruộng cấy lúa, thả gà vào lúc thu hoạch...
Thời gian nuôi chủ yếu phụ thuộc vào các yếu tố: giống (lớn nhanh hay chậm), phương thức nuôi (nuôi nhốt hoàn toàn, thả hoặc kết hợp thả - nhốt). Hiện nay, việc nuôi gà theo hướng an toàn sinh học có nhiều điểm tương đồng với nuôi truyền thống (nuôi thả hoang), là gà được thả tự do trong không gian rộng lớn. Vì vậy, ngoài các loại thức ăn chính là lúa, bắp và cám tổng hợp, thì gà còn tự kiếm thêm các loại thức ăn khác như cỏ, côn trùng để bổ sung thêm chất dinh dưỡng.